# Sigerfjord
Sigerfjord är en  tätort och kyrkby i Sortlands kommun i Nordland fylke i norra Norge. Orten ligger vid sidan av riksväg 85, på norra sidan av Sigerfjorden, på östra sidan av Sortlandssundet. Här finns Sigerfjords kyrka.

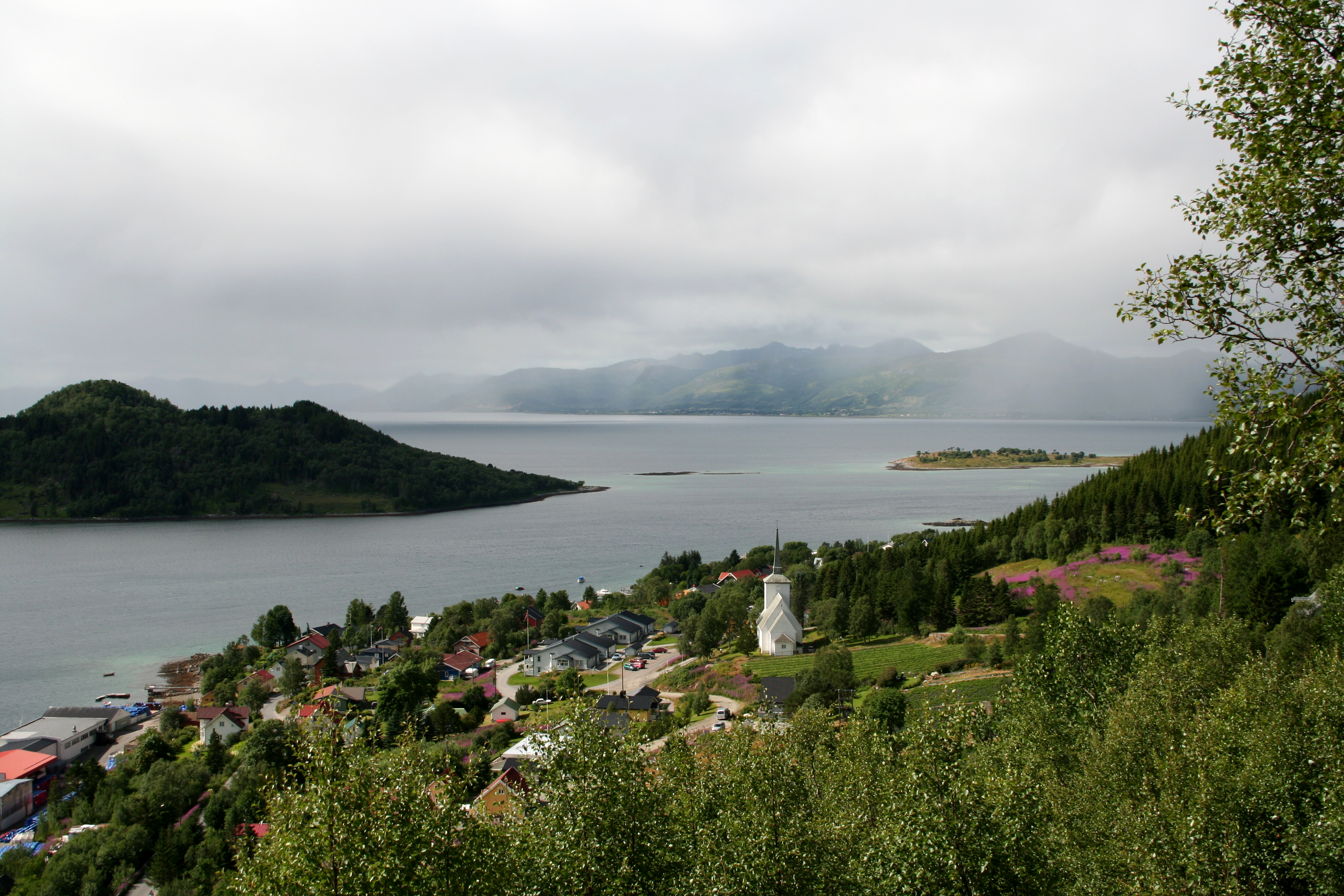
Sigerfjords kyrka.